# Triconia denticula
Triconia denticula is een eenoogkreeftjessoort uit de familie van de Oncaeidae. De wetenschappelijke naam van de soort is voor het eerst geldig gepubliceerd in 2011 door Wi, Shin & Soh.